# Perizoma interlauta
Perizoma interlauta là một loài bướm đêm trong họ Geometridae.